# وابوله
وابوله (به لاتین: Vabole) یک روستا در لتونی است که در شهرداری دوگوپیلس واقع شده‌است.